# Antoni Ferret i Soler
Antoni Ferret i Soler (Barcelona, 1935) és un historiador, lingüista i corrector català. Autor d'obres divulgatives en matèria lingüística i històrica. Col·laborador de diversos mitjans. Membre d'Església Plural.

## Obres
- Parleu més bé el català. Editorial Claret. 1993. ISBN 978-84-7263-062-8
- Compendi d'història de Catalunya II. Editorial Claret. 1992. ISBN 978-84-7263-756-6
- Compendi d'història de Catalunya. Editorial Claret. 1984. ISBN 978-84-7263-457-2